# 河内浩志
河内 浩志（こうち ひろし、1954年 - ）は、日本の建築学者。京都学派。

## 経歴
- 1954年　兵庫県生まれ
- 1977年　広島工業大学工学部建築学科卒業
- 1982年　京都大学大学院工学研究科修士課程修了
- 1985年
  - 同大学大学院博士課程修了
- 福井大学にて博士号(工学)取得[1]
- 石川工業高等専門学校助教授、石川工業高等専門学校教授を歴任。
- 2008年～2023年　広島工業大学教授

## 特徴
- 和辻哲郎、ルイス・カーンをこよなく愛す。専門領域は現象学、風土など多岐に及ぶ。
- ウィリアム・ウィリスの曾孫[2]。